# Seznam slovenskih otroških in mladinskih knjižnih zbirk
Seznam slovenskih otroških in mladinskih knjižnih zbirk.

## Č
- Čebelica

## D
- Drobižki

## Z
- Zvesti prijatelji